# Pop raï
Il pop raï è un genere musicale sviluppatosi a partire dagli anni successivi alla seconda guerra mondiale in Algeria, in particolare modo nella città di Orano.
Fino dall'origine è stato caratterizzato da continue mutazioni dovute ad influenze esterne, deve infatti la sua stessa origine all'incrocio tra cultura spagnola, beduina, francese, marocchina e algerina; tutto ciò si incontrava nella città citata, assai più libertina, con i suoi locali, forse proprio perché multiculturale.
Come si può intuire dal nome, si tratta di uno stile nato dalla commistione tra la musica algerina tradizionale, appunto il raï, prima con la musica francese, quindi in misura sempre maggiore con il rock anglosassone.
Il progressivo avvicinamento ai canoni stranieri, contestuale all'allontanamento dalla tradizione, si è realizzato in gran parte grazie all'introduzione di strumenti fino ad allora praticamente mai utilizzati come chitarre elettriche o bassi.
A partire dagli anni settanta, ed in particolare dagli anni ottanta, il pop-raï ha iniziato pure ad avere successo commerciale al di fuori dei confini algerini, sull'onda della world music.
Questo fatto fu probabilmente dovuto agli algerini stabilitisi in Francia ed ai beur, i loro figli: si può quindi dire che il cuore del raï si sia spostato a Parigi, oltre che a Los Angeles, dove  la gran parte delle registrazioni ha luogo.

## Artisti famosi
- Khaled
- Cheb Mami
- Faudel
- Rachid Taha
- Cheb Hasni
- Cheikha Rimitti